# Потёмкин, Алексей Яковлевич (егермейстер)
Алексей Яковлевич Потёмкин (1741—1810) — генерал-майор, егермейстер, тайный советник из рода Потёмкиных.

## Биография
Алексей Потёмкин родился в 1741 году, происходил из дворян Смоленской губернии, сын статского советника Якова Васильевича Потёмкина от брака с Дарьей Яковлевной Повало-Швейковской; дальний родственник светлейшего князя Г. А. Потёмкина-Таврического.
Получил домашнее образование и в 1761 году был зачислен в лейб-гвардии Преображенский полк, в 1777 году произведён в капитаны и в 1778 году получил чин бригадира. Впоследствии служил при дворе, с 1792 года был унтер-егермерстером и 1793 году получил чин генерал-майора.

При восшествии на престол императора Павла I был награждён орденом Святой Анны 1-й степени и пожалован в звание егермейстера с переименованием в тайные советники. 6 декабря 1798 года по прошению уволен от службы.
Состоял в браке с Анной Богдановной, урождённой княжной Друцкой-Соколинской, их дети:
- Екатерина (1779—02.03.1797[1]); в 1797 году окончила Императорское воспитательное общество (8-й выпуск)[2], умерла от чахотки.
- Иван (1780—02.10.1849) — дипломат, тайный советник, посланник в Баварии, Нидерландах и Риме. Скончался от «гнилой лихорадке» в Неаполе, похоронен там же на Английском кладбище[3];
- Яков (1782—1831) — генерал-лейтенант, Киевский, Волынский и Подольский генерал-губернатор;
- Павел (1786—до 1815);
- Софья (1792—09.05.1796[4])

От императора Павла I ему были даны значительные имения в Тамбовской губернии.
Алексей Яковлевич Потёмкин скончался 30 мая 1810 года.